# Pierrot Vidot
Pour les articles homonymes, voir Vidot.
Pierrot Vidot, de son vrai nom Pierre Vidot, est un auteur-compositeur français né le 6 juillet 1934 à Saint-Denis (La Réunion). Il est notamment l'auteur de Toué lé jolie, œuvre du patrimoine musical réunionnais. Il est actuellement directeur de chambre consulaire à la retraite.

## Discographie
- Chante Albany, textes de Jean Albany dits par l'auteur ou mis en musique par Pierrot Vidot, Jean-Michel Salmacis, Hervé Imare et Alain Peters, ADER, 1978. (Réédition CD sur le label Piros).